# لي شاو كي
لي شاو كي (بالصينية: 李兆基)‏ (20 فبراير 1928 - 17 مارس 2025) رائد أعمال، ومصرفي، وشخصية أعمال من الصين.

## الجوائز
- وسام غراند باوهينيا (الصين)
- الدكتوراة الفخرية من جامعة هونغ كونغ
- honorary doctor of the Fudan University ‏[6]
- الدكتوراة الفخرية من الجامعة الصينية في هونغ كونغ